# Cary (Carolina del Nord)
Cary és una població dels Estats Units a l'estat de Carolina del Nord, entre els comtats de Wake i de Chatham. Segons el cens del 2008 tenia 134.000 habitants.

## Demografia
Segons el cens del 2000, Cary tenia 94.536 habitants, 34.906 habitatges i 25.132 famílies. La densitat de població era de 867,2 habitants per km².
Dels 34.906 habitatges en un 41,7% hi vivien nens de menys de 18 anys, en un 63,3% hi vivien parelles casades, en un 6,3% dones solteres, i en un 28% no eren unitats familiars. En el 21% dels habitatges hi vivien persones soles el 3% de les quals corresponia a persones de 65 anys o més que vivien soles. El nombre mitjà de persones vivint en cada habitatge era de 2,69 i el nombre mitjà de persones que vivien en cada família era de 3,18.
Per edats la població es repartia de la següent manera: un 29,1% tenia menys de 18 anys, un 6,6% entre 18 i 24, un 38,6% entre 25 i 44, un 20,4% de 45 a 60 i un 5,4% 65 anys o més.
L'edat mediana era de 33,7 anys. Per cada 100 dones de 18 o més anys hi havia 97,2 homes.
La renda mediana per habitatge era de 75.122 $ i la renda mediana per família de 88.074 $. Els homes tenien una renda mediana de 62.012 $ mentre que les dones 38.819 $. La renda per capita de la població era de 32.974 $. Entorn del 2,1% de les famílies i el 3,4% de la població estaven per davall del llindar de pobresa.

## Poblacions properes
El següent diagrama mostra les poblacions més properes.